# Ciril Aleksandrijski
Sveti Ciril Aleksandrijski (grško: Κύριλλος Αλεξανδρείας, Kirilos Aleksandrejas), oziroma Sveti Ciril Spoznavalec (pričevalec) ali  tudi Sveti Ciril I., 24. aleksandrijski papež) je krščanski svetnik, škof in cerkveni učitelj * okrog 376 Aleksandrija, Egipt, † 27. junij 444, Aleksandrija (Egipt, Rimsko cesarstvo). Je eden velikih starokrščanskih cerkvenih učiteljev, imenovan Doctor Columna fidei (Učitelj Steber vere)